# 甲山文成
甲山 文成（こうやま ふみなり、1946年10月4日 - ）は、日本の実業家。株式会社山王代表取締役社長を経て取締役会長。

## 来歴
東京都出身。1970年駒澤大学経済学部卒業。同年、山王入社。1993年取締役、2006年山王電子（無錫）有限公司監事、2008年Sanno Philippines Manufacturing Corporation取締役、2008年常務取締役。
2010年9月代表取締役社長に就任。2015年10月、取締役会長。

## 受賞
- 2014年 全国鍍金工業組合連合会 組合功労役員表彰[6]